# Троицкое (Одинцовский район)
Троицкое — село в Одинцовском районе Московской области России. Входит в состав сельского поселения Никольское. Население 45 человек на 2006 год, в селе числятся 2 садовых товарищества. В селе действует церковь Троицы Живоначальной, 1736 года постройки. До 2006 года Троицкое входило в состав Волковского сельского округа.
Село расположено на юго-западе района, на правом берегу Москва-реки, в 8 км к северу от города Кубинка, высота центра над уровнем моря 155 м.

## История
Впервые в исторических документах деревня встречается в писцовой книге 1675 года, как деревня Гришакова при дворцовом селе Михайловском. В 1702 году Михайловское и находившаяся на противоположном берегу реки Москвы деревня Гришакова были пожалованы графу Гавриилу Ивановичу Головкину. В 1729 году он завещал деревню сыну Михаилу с указанием, чтобы тот построил в ней церковь. В 1737 году в Гришакове освятили деревянную церковь Троицы Живоначальной и село стало называться Троицким.
В 1742 году село Троицкое было пожаловано генералу Михаилу Афанасьевичу Ахлёстышеву, который был в числе солдат-преображенцев, участников дворцового переворота 1741 года. За ним было 469 душ крестьян. В 1765 году им была выстроена ныне существующая каменная Троицкая церковь с приделом святителя Димитрия Солунского в трапезной. В этом храме, с правой стороны от входа, он и был погребён. В 1780 году рядом с ним была похоронена его жена Авдотья Андреевна, за которой в Касимовском уезде было 150 душ крестьян. Село перешло во владение Фёдора Михайловича Ахлёстышева (1755—1788), отставного полковника, статского советника. Его женой была дочь статского советника Анна Евграфовна Татищева; у них сын — Михаил (1782—1829).
В конце XVIII века село принадлежало Т. А. Титовой. По Экономическим примечаниям 1800 года в селе было 15 дворов, 67 душ мужского и 53 женского пола, Троицкая церковь и одноэтажный господский деревянный дом со службами.
В XIX веке Троицким владели Е. В. Сперанская; на 1852 год в селе Троицкое, Гришаково тож, отмечены усадьба и церковь.
В 1890 году, при владельцах Артыновых, здесь числилось 288 человек, земское сельское училище и богадельня. По Всесоюзной переписи 17 декабря 1926 года числилось 46 хозяйства и 248 жителей, школа первой ступени и сельсовет, по переписи 1989 года — 35 хозяйств и 67 жителей.